# Pedro Pablo Matesanz
Pedro Pablo Matesanz Muñoz (Segovia, España, 7 de febrero de 1961) es un exfutbolista español que se desempeñaba como centrocampista.

## Clubes
| Club                       | País   | Año         |
| -------------------------- | ------ | ----------- |
| Club Atlético de Madrid    | España | 1979 - 1984 |
| R. C. Recreativo de Huelva | España | 1984-1985   |
| Club Atlético de Madrid    | España | 1985-1987   |
| Elche C. F.                | España | 1987-1991   |